# Amt Groß Schönebeck (Schorfheide)
Das Amt Groß Schönebeck (Schorfheide), ursprünglich Amt Groß Schönebeck (Schorfheide)-Land, war ein 1992 gebildetes Amt in Brandenburg, in dem fünf Gemeinden im damaligen Kreis Bernau (heute Landkreis Barnim, Brandenburg) zu einem Verwaltungsverbund zusammengefasst waren. Es wurde 2003 wieder aufgelöst, die fünf ehemals amtsangehörigen Gemeinden gehören heute zu drei verschiedenen Gebietskörperschaften.

## Geographische Lage
Das Amt Groß Schönebeck (Schorfheide) grenzte im Norden an das Amt Zehdenick und Gemeinden und an das Amt Templin-Land, im Osten an das Amt Joachimsthal (Schorfheide) und das Amt Barnim-Nord, im Süden an das Amt Biesenthal-Barnim und Amt Wandlitz, und im Westen an das Amt Liebenwalde.

## Geschichte
Der Minister des Innern des Landes Brandenburg erteilte am 13. Juli 1992 seine Zustimmung zur Bildung des Amtes Groß Schönebeck (Schorfheide)-Land. Als Zeitpunkt des Zustandekommens des Amtes wurde der 31. Juli 1992 festgelegt. Das Amt hatte seinen Sitz in der Gemeinde Groß Schönebeck (Schorfheide) und bestand zunächst aus fünf Gemeinden im damaligen Kreis Bernau:
1. Groß Schönebeck
2. Zerpenschleuse
3. Sophienstädt
4. Ruhlsdorf
5. Marienwerder

Der Name wurde in einer Änderungsmitteilung zu Amt Groß Schönebeck (Schorfheide) berichtigt.
Das Ministerium des Innern genehmigte mit Wirkung vom 1. Mai 2001 die Bildung einer neuen amtsangehörigen Gemeinde Marienwerder aus den Gemeinden Marienwerder und Sophienstädt. Zum 31. Dezember 2002 bildeten Marienwerder und Ruhlsdorf eine neue Gemeinde Marienwerder.
Zum 26. Oktober 2003 wurde aus der Gemeinde Zerpenschleuse des Amtes Groß Schönebeck (Schorfheide) sowie den Gemeinden Basdorf, Klosterfelde, Lanke, Prenden, Schönerlinde, Schönwalde, Stolzenhagen und Wandlitz des Amtes Wandlitz die neue Gemeinde Wandlitz gebildet. Die dem Amt Groß Schönebeck (Schorfheide) angehörende Gemeinde Marienwerder wurde dem Amt Biesenthal-Barnim zugeordnet. Die Ämter Groß Schönebeck (Schorfheide) und Wandlitz wurden aufgelöst, die Gemeinde Wandlitz wurde amtsfrei. Zerpenschleuse ist seitdem ein Ortsteil von Wandlitz. Die Gemeinde Groß Schönebeck schloss sich ebenfalls zum 26. Oktober 2003 mit der (Groß-)Gemeinde Finowfurt zur neuen, amtsfreien Gemeinde Schorfheide zusammen und ist seither ein Ortsteil der Gemeinde Schorfheide.

## Amtsdirektor
Amtsdirektor bei der Auflösung des Amtes Groß Schönebeck (Schorfheide) war Volkmar Schönfeld.

## Belege
1. ↑  
Bildung der Ämter Ahrensfelde/Blumberg, Werneuchen, Groß Schönebeck (Schorfheide)-Land. Bekanntmachung des Ministers des Innern vom 13. Juli 1992. Amtsblatt für Brandenburg - Gemeinsames Ministerialblatt für das Land Brandenburg, 3. Jahrgang, Nummer 54, 31. Juli 1992, S. 971/2.
2. ↑  
Änderung der Bekanntmachung des Ministers des Innern vom 13. Juli 1992. Amtsblatt für Brandenburg - Gemeinsames Ministerialblatt für das Land Brandenburg, 3. Jahrgang, Nummer 91, 30. November 1992, S. 2067.
3. ↑  
Bildung einer neuen Gemeinde Marienwerder. Bekanntmachung des Ministeriums des Innern vom 16. März 2001. Amtsblatt für Brandenburg Gemeinsames Ministerialblatt für das Land Brandenburg, 12. Jahrgang, 2001, Nummer 22, Potsdam, den 30. Mai 2001, S. 390 PDF
4. ↑  
Bildung der neuen Gemeinde Marienwerder. Bekanntmachung des Ministeriums des Innern Vom 6. August 2002. Amtsblatt für Brandenburg Gemeinsames Ministerialblatt für das Land Brandenburg, 13. Jahrgang, 2002, Nummer 38, Potsdam, den 11. September 2002, S. 837 PDF
5. 1 2  Fünftes Gesetz zur landesweiten Gemeindegebietsreform betreffend die Landkreise Barnim, Märkisch-Oderland, Oberhavel, Ostprignitz-Ruppin, Prignitz, Uckermark (5.GemGebRefGBbg) vom 24. März 2003 (Gesetz- und Verordnungsblatt für das Land Brandenburg, I (Gesetze), 2003, Nr. 05, S. 82), geändert durch Gesetz vom 1. Juli 2003 (Gesetz- und Verordnungsblatt für das Land Brandenburg, I (Gesetze), 2003, Nr. 10, S. 187)
6. ↑  Hauptsatzung der Gemeinde Wandlitz vom 16. Oktober 2008 PDF (Memento vom 3. Dezember 2013 im Internet Archive)
7. ↑  
Bildung der neuen Gemeinde Schorfheide. Bekanntmachung des Ministeriums des Innern vom 16. August 2002. Amtsblatt für Brandenburg Gemeinsames Ministerialblatt für das Land Brandenburg, 13. Jahrgang, 2002, Nummer 38, Potsdam, den 11. September 2002, S. 837 PDF
8. ↑  Hauptsatzung der Gemeinde Schorfheide vom 29. Oktober 2008 PDF (Memento vom 24. September 2015 im Internet Archive)